# Comuna Kuncea, Teofipol
Kuncea (în ucraineană Кунча) este o comună în raionul Teofipol, regiunea Hmelnîțkîi, Ucraina, formată din satele Dmîtrivka și Kuncea (reședința).

## Demografie
Componența lingvistică a comunei Kuncea
     Ucraineană (98,26%)
     Alte limbi (0,87%)
Conform recensământului din 2001, majoritatea populației comunei Kuncea era vorbitoare de ucraineană (98,26%), existând în minoritate și vorbitori de alte limbi.